# Скалон, Александр Антонович (1796)
Александр Антонович Скалон (1796—1851) — русский военный и чиновник (тайный советник, сенатор).

## Биография
Родился 25 марта (5 апреля) 1796 года в семье майора Сибирского драгунского полка Антона Антоновича Скалона (1767—1812); мать — дочь омского коменданта Каролина Христофоровна Кесслер (1777—1818).
Учился в Харьковском университете. В службу вступил колонновожатым в свиту по квартирмейстерской части — 4 ноября 1813 года, до декабря 1813 года находился при начальнике Главного штаба, а затем, поступив в канцелярию генерал-квартирмейстера Главного штаба, по апрель 1815 года состоял при съёмке 2 округа Новой Финляндии.
Прапорщик — с 30 августа 1815 года. Был переведён 12 декабря 1817 года в Гвардейский генеральный штаб; с 11 июля 1818 года — подпоручик. В июле 1820 года был назначен состоять при библиотеке Генерального штаба; поручик — с 2 апреля 1822 года, штабс-капитан — с 6 апреля 1824 года. С сентября 1822 по март 1825 преподавал курс начальной и высшей геодезии в училище корпуса топографов. Был награждён орденом Св. Анны 3-й ст. (12.12.1823) и орденом Св. Владимира 4-й ст. (30.8.1825).
Масон. С 1822 года состоял в масонской ложе «Соединенных друзей» в Петербурге.
Был членом «Союза благоденствия», «но уклонился и не участвовал в тайных обществах, возникших с 1821 года». Его членство было Высочайше повелено оставить без внимания.
Был назначен исправлять с 9 ноября 1826 года должность начальника библиотеки Главного штаба; произведён 3 апреля 1827 года в капитаны, 6 апреля 1830 года — в полковники; награждён орденом Св. Анны 2-й ст. (11.08.1829). В 1830 году был командирован в распоряжение вице-канцлера и назначен комиссаром для разграничения нового греческого государства от Турции. В Россию вернулся в 1836 году и был причислен 13 июля к Министерству внутренних дел с производством в действительные статские советники. Был переименован в генерал-майоры с назначением начальником 6-го округа корпуса жандармов — 29 ноября 1837 года; награжден орденом Св. Станислава 1-й ст. (1.3.1840).
С 10 июня 1841 года до марта 1843 года занимал должность грузинско-имеретинского гражданского губернатора.
Незадолго до смерти, 15 августа 1851 года был назначен сенатором с производством в тайные советники.
Умер 6 (18) сентября 1851 года, похоронен в Петербурге на Волковском лютеранском кладбище.

### Семья
Жена (с 7 апреля 1820 года) — Анна Фёдоровна Львова (?—1880), дочь Фёдора Петровича Львова от его первого брака с Надеждой Ильиничной Березиной. Венчание было в Петербурге в Морском Богоявленском соборе, поручителями были барон К. Ф. Толь, отец невесты Львов и надворный советник Я. Золотарев.